# Huella hídrica de España
Se entiende como huella hídrica o huella del agua de un país o territorio el volumen de agua utilizada directa e indirectamente para la elaboración de productos y servicios consumidos por los habitantes de ese país o territorio. El Ministerio de Medio Ambiente, y Medio Rural y Marino, que tiene entre sus cometidos promover el desarrollo sostenible y gestionar eficientemente los recursos naturales, ha impulsado los estudios para determinar la huella hídrica en España, sus comunidades autónomas y sus demarcaciones hidrográficas, introduciendo así un indicador integrado sobre el consumo y uso de los recursos hídricos desde la perspectiva de la sostenibilidad y con el objetivo de ayudar a la gestión del medio físico hídrico.
La huella hídrica total de España en el año 2001 es de 92.668 hm³; de los cuales 20.051 hm³ se deben al Flujo de agua del comercio exterior y, por tanto, al balance neto entre importaciones y exportaciones. Es decir, para satisfacer las necesidades de los consumidores españoles no es suficiente con el agua nacional, sino que es necesario importar 20.051 hm³ en forma de agua virtual a través de productos foráneos. O lo que es lo mismo, netamente en el mundo se gastan 20.051 hm³ para elaborar productos que consumimos los españoles. Si el valor de huella hídrica total de España se divide entre la población del año 2001 se obtiene una huella hídrica por habitante y año en España de 2.288 m³/hab./año. Por tanto, las necesidades de agua para mantener el consumo de un español medio son de 6.269 litros por habitante y día.
Ese valor contrasta mucho con el dato que es conocido por todos de 165 litros por habitante y día (año 2001) que gastamos por los grifos de nuestras casas. Aquí versa precisamente la diferencia, en la huella hídrica no sólo se contabiliza el agua del grifo, sino también el agua de riego usada en los tomates que comemos o el agua de riego del algodón que acaba en los vaqueros que llevas puestos.
Debe tenerse en cuenta que en la huella hídrica no sólo se contabiliza el agua de uso doméstico, sino también el agua de uso agrícola, industrial, etc. En los datos aportados se ha contabilizado tanto Agua Azul (agua gestionada o que fluye por el sistema) y Agua Verde (agua de lluvia caída directamente)

## Evolución de la huella hídrica de España
La huella hídrica total española ha aumentado desde 2.124 m³ por habitante y año, en 1996, a 2.288 m³ por habitante y año, en 2001, y a 2.619 m³ por habitante y año en el año 2005. Esto supone un aumento del 19% en los nueve años de estudio, aunque se muestra un incremento mayor en el segundo periodo. Para el periodo de 1996 a 2001 existe un incremento del 7% del indicador y en el periodo del 2001 al 2005 este incremento asciende al 13%, siendo casi el doble que el anterior, aumentando
con una tasa del 1,44% anual en el primer periodo y un 3,16% anual en el segundo periodo. Esto supone un aumento de 495 m³ por persona y año en menos de una década, lo que se traduce en un incremento del consumo de 151 litros de Agua Virtual al día por persona.

## Flujos de Agua Virtual, Importaciones y Exportaciones

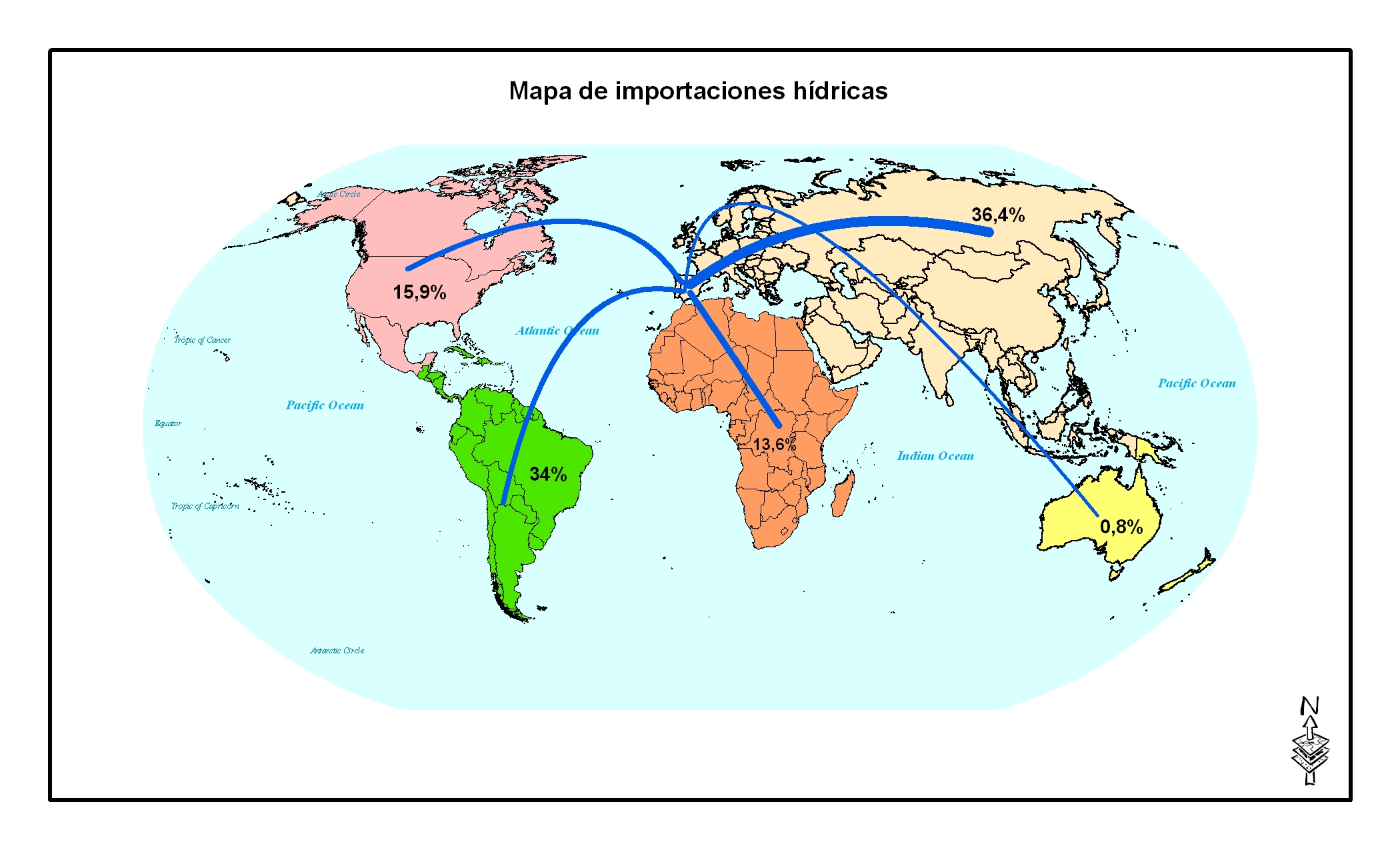
Flujos de Agua Virtual importados a España

En este apartado se muestran dos figuras que representas los flujos de importaciones y exportaciones de España con el mundo, pero traducidos a Agua Virtual. Con estas figuras se entiende de donde proviene esos 20.051 hm³ de recursos hídricos que se consumen en España provenientes del comercio exterior y que hace que el país no sea sostenible hídricamente hablando.
En la primera figura se muestran los Flujos de importaciones para el año 2001 para cada área continental. El Flujo de Agua Virtual importada de la zona Euroasiática, un 36% del total de las importaciones, es el más destacable. No obstante, este valor está compuesto en su mayoría por Agua Virtual importada del continente europeo (29,8%). Seguido del Flujo de Agua Virtual que previene de América del Sur y Central (34%).

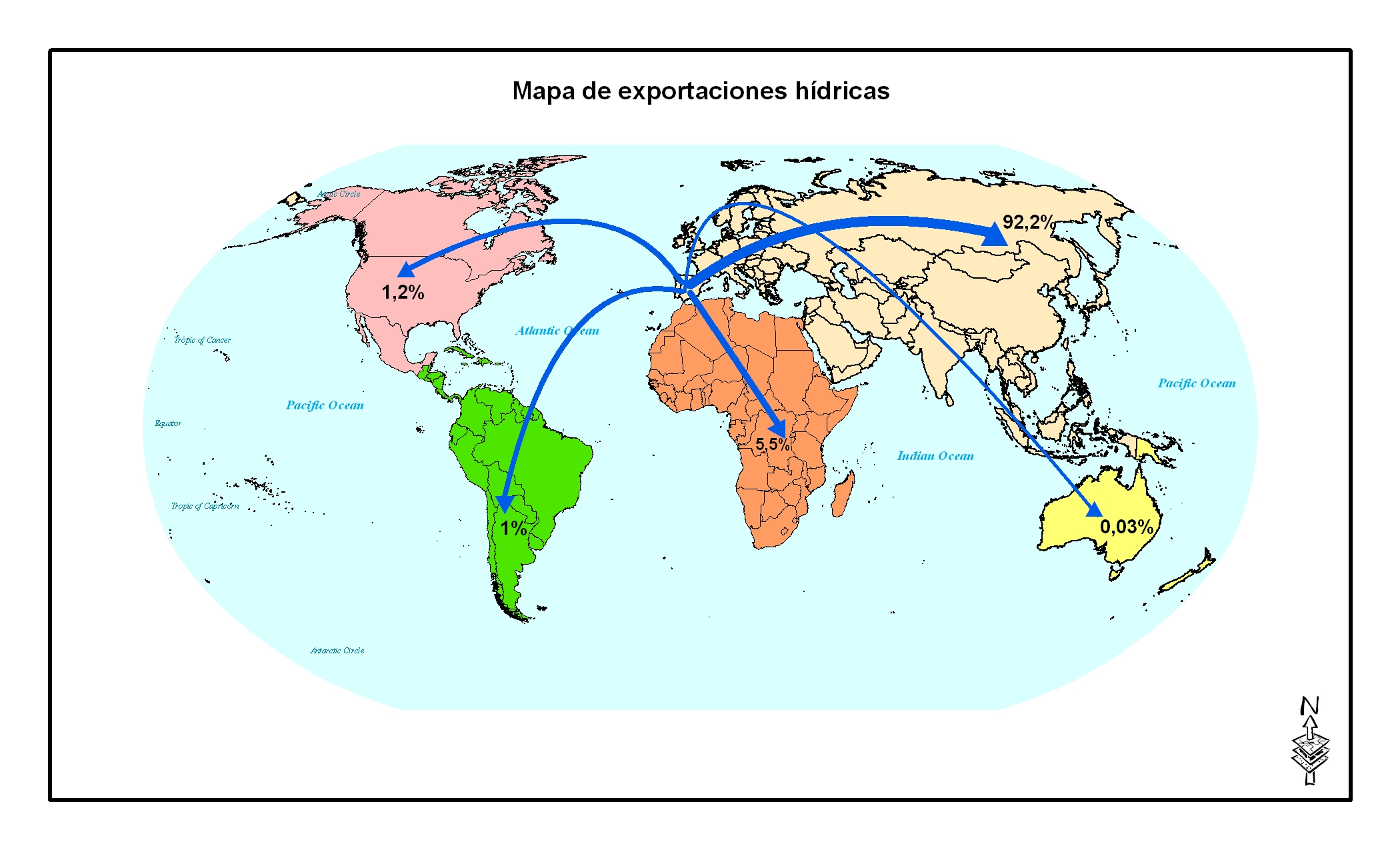
Flujos de Agua Virtual exportados desde España

En la segunda figura se puede observar los Flujos de exportaciones para el año 2001 para cada área continental. Se observa cómo el 93,2% del total del Agua Virtual exportada por España se dirige a la zona Euroasiática. La mayor parte de este porcentaje (91,1%) se destina a Europa.